# Daisuke Igarashi
Daisuke Igarashi (五十嵐 大介 Igarashi Daisuke?, 2 de abril de 1969) es un artista manga japonés. Activo desde 1990, es conocido por sus detalladas descripciones sobre la naturaleza que tratan temas espirituales y surrealistas. Trabajos como Brujas y Niños del Mar han sido aclamados y traducidos a numerosos idiomas.

## Biografía
Igarashi nació en Saitama en los suburbios de Tokio. Cuando era niño, a menudo pasaba tiempo en una arboleda de Tsuki-jo en Saitama, que consiste en árboles que tenían varios cientos de años. Empezó a dibujar, porque quería representar la belleza de estos árboles. Se graduó de la Universidad de Arte de Tama, donde estudió pintura al óleo a partir de 1989. Era compañero de clase del también artista manga Hiroaki Samura, pero los dos sólo se conocieron más profundamente mientras trabajaban para la misma revista manga. Después de graduarse, viajó por Japón y dibujó los paisajes que observaba.
En 1993, Igarashi ganó el premio al recién llegado Afternoon Shiki Sho (Premio Afternoon Seasons) de la revista de manga Afternoon con el cuento «Ohayashi ga kikoeru hi» (Festival de día de Escuchar Música) y su publicación en la edición de febrero de 1994 de la revista Afternoon fue su debut como artista profesional. La historia corta está ambientada en el santuario Tsuki-jō. Anteriormente había enviado el manga a la revista de temática shōjo LaLa, pero los editores de la revista lo rechazaron debido a la falta de romance en la historia y aconsejaron a Igarashi que lo enviara a una revista de temática seinen.«Ohayashi ga kikoeru hi» se convirtió en el primer capítulo de la serie Hanashippanashi, compuesto por diferentes cuentos. Se centró en una serie que constaba de cuentos para seguir experimentando con estilos y temas al comienzo de su carrera, y que fue serializado en Afternoon hasta 1996. En los siguientes seis años solo publicó algunos cuentos, que fueron recogidos en el libro Sora Tobi Tamashii en 2002.
Su carrera despegó en 2002 cuando se hizo un nombre con la serie Little Forest, que publicó en la revista Afternoon desde 2002 hasta 2005 y que estaba basada en sus propias experiencias de vida de estilo autárquico. Vivió durante tres años en el campo de la prefectura de Iwate, donde trabajaba en campos de arroz, y sus editores se acercaron a él para hacer una serie de manga sobre su vida, que en 2014 y 2015 fue adaptada a dos películas de acción real en Japón y a otra película de acción real en Corea del Sur (también titulada Little Forest) en 2018.
En 2003 empezó a trabajar para otras editoriales además de Kodansha. En la entonces nueva revista de manga Ikki de Shogakukan, publicó la serie Brujas hasta 2004. Desde 2006 hasta 2011 dibujó Niños del Mar para la misma revista. Ambas obras recibieron premios y Niños del Mar fue adaptada a una película de anime en 2019 por Studio 4 °C. Bajo el sello Ikki Comics de Shogakukan, publicó la serie de dos volúmenes Saru en 2010 como una colaboración con el novelista Kōtarō Isaka, quien publicó la novela SOS no Saru al mismo tiempo, con la novela y el manga referenciandose entre sí.
También dibujó trabajos más pequeños para distintas editoriales de Kodansha y Shogakukan. En 2005, el dibujante de cómics francés Frédéric Boilet lo invitó a crear una historia corta sobre la prefectura de Iwate y la ilustración de la portada de la antología franco-japonesa Japón: Visto por 17 Artistas. Igarashi también ha publicado historias cortas en la revista de manga alternativa Manga Erotics, la revista de estilo de vida Brutus y la revista de manga Jump X de Shueisha.
Volvió a trabajar para Kodansha en 2015, publicando la serie Designs en la revista Afternoon hasta 2019. Desde 2022, trabaja en Kamakura Bake Neko Club, que es su primer trabajo orientado al público femenino serializado en la revista manga de temática josei Be Love.

## Estilo e influencias

### Temas
Igarashi tiene como objetivo mostrar la belleza de diferentes aspectos de la naturaleza en su trabajo. Con Niños del Mar, se centró en mostrar la profundidad y la grandeza del mar: «El movimiento, los sonidos, todo te atrapa. Son el tipo de cosas que me cautivaron». Mientras crecía, no vivió junto al mar y su inspiración proviene principalmente de sus vacaciones en Okinawa. Después de haber comenzado a trabajar en el manga, él mismo se mudó de las montañas a la costa. Es conocido por dibujar plantas y animales con mucho realismo, así como por sus pliegos «maximalistas» que muestran vistas panorámicas de paisajes.
Muchas de sus obras tratan temas espirituales y folclóricos. Para Brujas, investigó sobre los festivales japoneses que tienen similitudes en todo Japón y la mitología que tiene similitudes en todo el mundo. Al respecto afirmó : «Tal vez, hace mucho tiempo, había una especie de comunidad que solía compartir una forma de pensar similar en todo el mundo». Saru es una adaptación libre de la clásica novela china Viaje al Oeste.
Normalmen dibuja la mayoría de sus personajes humanos de manera simple y esbozada para diferenciarlos de los fondos detallados y las descripciones de la naturaleza. Ha afirmado que está mucho menos interesado en representar a los humanos que a la naturaleza. La mayoría de sus protagonistas humanos son niñas o mujeres. Él razona que la feminidad está conectada con la naturaleza y que dibujar bellos personajes femeninos le da a su trabajo un mayor atractivo para las masas. En Brujas, se basa en la mitología y los cuentos de hadas sobre la feminidad para mostrar a diferentes mujeres que son marginadas o excluidas de la sociedad por el patriarcado.

### Proceso de dibujo
Dibuja sin asistentes, algo inusual para la industria del manga. Después de crear un boceto a lápiz, comienza su proceso de entintado con un bolígrafo maru y completa los detalles con un bolígrafo estándar. A menudo, dibuja paisajes directamente con bolígrafo sin un boceto previo a lápiz. Dibuja las onomatopeyas con un pincel, y al final, adjunta un tono de pantalla y añade efectos de luz en el tono de pantalla, o lo usa para resaltar el punto focal de un dibujo.
Nombra a Hinako Sugiura como su mangaka favorita y solía leer a Akira Toriyama y Rumiko Takahashi. La película Mi vecino Totoro de Hayao Miyazaki fue una influencia clave en su decisión de convertirse en artista de manga:

«Totoro me ayudó a darme cuenta de que está bien que me concentre por completo en dibujar manga sobre cosas como, digamos... agua clara y ligeramente fría».

A menudo copiaba los dibujos de Yasuhiko Yoshikazu. En la escuela secundaria, leyó mucho manga shojo como Taku Tsumugi, Megumi Wakatsuki, Minako Narita e Izumi Kawahara. Fumiko Takano y el manga Nausicaä del Valle del Viento de Miyazaki han sido elogiados por él en entrevistas. Su estilo le ha valido comparaciones con las películas de Hayao Miyazaki.

## Recepción
Su trabajo ha recibido elogios de otros artistas manga como Taiyō Matsumoto, Hiroaki Samura y Naoki Urasawa. La mangaka Yuki Urushibara lo cita como inspiración.
Varios de sus manga han sido traducidos a otros idiomas, entre ellos inglés, coreano, francés, italiano, español, checo y polaco.
Por su trabajo, Igarashi ha recibido los siguientes premios y nominaciones:
| Premio                                         | Año  | Categoría                                  | Obra                     | Resultado  | Ref.        |
| ---------------------------------------------- | ---- | ------------------------------------------ | ------------------------ | ---------- | ----------- |
| Afternoon Shiki Shō                            | 1993 | Premio de invierno                         | Ohayashi ga kikoeru hola | ganador    | [ 3 ] [ 4 ] |
| Asociación Americana de Bibliotecas            | 2010 | Grandes novelas gráficas para adolescentes | Niños del Mar            | ganador    | [ 22 ]      |
| Festival Internacional del Cómic de Angulema   | 2007 | Premio al Mejor Álbum                      | Brujas                   | nominado   | [ 23 ]      |
| Premio de la Asociación de Dibujantes de Japón | 2009 | Premio a la excelencia                     | Niños del mar            | ganador    | [ 24 ]      |
| Festival de artes mediáticas de Japón          | 2004 | Premio a la excelencia                     | Brujas                   | ganador    | [ 25 ]      |
| Festival de artes mediáticas de Japón          | 2009 | Premio a la escelencia                     | Niños del Mar            | ganador    | [ 25 ]      |
| Kono Manga ga Sugoi!                           | 2017 | manga masculino                            | Diseños                  | 18.º lugar | [ 26 ]      |
| Manga Taishō                                   | 2011 | —                                          | Saru                     | 13.º lugar | [ 27 ]      |
| Premio Seiún                                   | 2011 | Mejor cómic                                | Saru                     | nominado   | [ 28 ]      |
| Premio Sugoi Japón                             | 2017 | Premio Manga                               | Diseños                  | nominado   | [ 29 ]      |
| Premio Cultural Tezuka Osamu                   | 2005 | Gran Premio                                | Pequeño bosque           | nominado   | [ 30 ]      |
| Premio Cultural Tezuka Osamu                   | 2008 | Gran Premio                                | Niños del Mar            | nominado   | [ 31 ]      |
| Premio Cultural Tezuka Osamu                   | 2009 | Gran premio                                | Niños del Mar            | nominado   | [ 32 ]      |

## Obra
| Título                                                        | Año           | notas                                                                              | referencias   |
| ------------------------------------------------------------- | ------------- | ---------------------------------------------------------------------------------- | ------------- |
| Hanashippanashi (はなしっぱなし)                              | 1994–1996     | Serializado en la Gekkan Afternoon Publicado por Kodansha en 3 vol.                | [ 33 ] [ 34 ] |
| Pequeño bosque (リトル・フォレスト)                           | 2002-2005     | Serializado en la tarde Publicado por Kodansha en 2 vol.                           | [ 35 ]        |
| Sora Tobi Tamashii (そらトびタマシイ, "Espíritu en el cielo") | 2002          | Colección de cuentos publicados por Kodansha en 1 vol.                             | [ 36 ]        |
| Brujas (魔女, Majo )                                          | 2003-2004     | Serializado en Ikki Publicado por Shogakukan en 2 vol.                             | [ 37 ]        |
| Kabocha no Bōken (カボチャの冒険, "Las aventuras de Kabocha") | 2003-2007     | Serializado en Animal Paradise Publicado por Takeshobo en 1 vol.                   | [ 38 ]        |
| Niños del Mar (海獣の子供, Kaijū no Kodomo )                  | 2006-2011     | Serializado en Ikki Publicado por Shogakukan en 5 vol.                             | [ 15 ]        |
| Saru                                                          | 2010          | Colaboración con Kotaro Isaka Publicado por Shogakukan en 2 vol.                   | [ 39 ]        |
| Diseños (ディザインズ)                                        | 2015-2019     | Serializado en la tarde Publicado por Kodansha en 5 vol.                           | [ 6 ]         |
| Kyō no Ani Imōto (きょうのあにいもうと)                       | 2015-2017     | Serializado en Hibana                                                              | [ 40 ]        |
| Umwelt (ウムヴェルト)                                         | 2017          | Colección de cuentos publicados entre 2004 y 2014 Publicado por Kodansha en 1 vol. | [ 41 ]        |
| Kamakura Bake Neko Club (かまくらBAKE猫倶楽部)                | 2022-presente | Serializado en Be Love                                                             | [ 42 ]        |